# 沙貝通峰
沙貝通峰（法語：Mont Chaberton），是法國的山峰，位於該國東南部，由上阿爾卑斯省負責管轄，屬於科蒂安阿爾卑斯山脈中塞爾斯山的一部分，海拔高度3,131米，每年平均降雨量1,432毫米。

## 外部連結
- Cycling Mont Chaberton （页面存档备份，存于）
- The geology of Mont Chaberton
- The fort of Chaberton
- Guide to the mountain